# Anthochaera lunulata
Anthochaera lunulata là một loài chim trong họ Meliphagidae.
Phạm vi phân bố loài chim này giới hạn ở tây nam Tây Úc.